# Festival du court-métrage de Fontainebleau
Le Festival du court-métrage de Fontainebleau est un festival cinématographique qui a lieu le dernier week-end de septembre de chaque année. Il présente des films de moins 25 minutes, de tout genre, tout style et tout format.
Il permet également de rencontrer des professionnels de tous les corps de métier du cinéma (Simon Lelouch, Lionel Abelanski, Laurent Bouhnik, Alain Duplantier et bon nombre de réalisateurs, comédiens ou techniciens du cinéma).
Le festival a été fondé par le réalisateur Alexandre Husson et l'équipe NowFuture et FLC-MJC de Fontainebleau. En 2010 à la suite de divergences politiques et artistiques, Nowfuture se désolidarise de F.L.C pour prendre en charge la totalité de l'organisation du festival. Le festival s'ouvre en devenant le festival Européen du court-métrage de Fontainebleau en créant un nouveau prix Européen.

## Films sélectionnés
Films sélectionnés pour 2004
- Argentique : de Mathias Pardo
- Souk El Had : de Grégory Acceli (Distinction)
- Cours de cuisine : de Mathieu Daniélo (Prix créativité)
- Je ne vois rien : de Stéphane Marchand
- Le monde des bipieds : de Guillaume Albert
- Invisibleue : de Victor Saumon
- Dreamed : de Nicolas Polixene (Prix émotion)
- Le taille-crayon : de Mckael Ramot
- Et tout au bout : de Théa Lozneanu
- Buenos Aires : d'Éric Deschamps (Prix esthétique)
- Mom I Comin Soon : de Loshi-Yuji Koda
- Blanc : de Pierre Bernier (Distinction)
- La nature vous veut du bien : d'Henri Benier

Films sélectionnés pour 2005
- Putain : de Toma Zino (Prix créativité)
- Fusion : de Tomy Daviau
- Scop tour retour : de Jonathan Levy (Prix émotion)
- Rigor Mortis : de Younes Abdesselem
- Motoy's Dream : de Philippe Luchesse (Distinction)
- Intus & In Cut : de Mickael Cohen (Distinction)
- Câline mais cruelle : de Nicolas Ragni (Distinction)
- Loop : de Gilles Guerraz
- Gare à toi : de Nicolas Deru (Prix jury)
- J'ai un trou : de Benoît Never et Edgar Marie
- René l'enclume : de Yacine Sersar
- Jusqu'à ce que la mort nous sépare : de Benjamin Goumard
- J'ai vomi dans mes cornflakes : de Pierre Servais (Prix originalité)

Films sélectionnés pour 2006
- Ce qui me transporte : d'Anne Lise King
- Un moment de sa vie : de Thomas Batardière
- Le grille-pain : de Gilles Merle (Distinction)
- Le trophée : de Pascal Thiebaux (Prix originalité)
- Le bonheur est en promo : d'Antoine Revel-Mouroz
- Minimum overdrive : de Liam Engue
- Divination : de Laurent Germain-Maury
- Sur un banc : Thierry Lautier (Prix émotion)
- L'écho : de Mathieu Perrier
- Bonne nuit Malik : de Bruno Danan (Distinction)
- Dernière cigarette : de Renaud Ducoing
- Coucou clock : de François Cailleau (Prix créativité)
- Empaillé : de Laure Plaindoux
- Triumphant : de Boris de Wazières

Films sélectionnés pour 2007
- Eau boy : d'Éric Gravel (Dinstinction ville)
- Coquelicot : de Grégoire Graesslin
- Barye : de Fred Gasimov
- Une histoire parmi tant d'autres : de Fabrice Delaure
- Appartement 27 : d'Élodie Francheteau
- Bertrand et Bertrand : d'Antoine Adam
- The draft : de Brice Blanque (Prix créativité)
- Pintame : de Wilfried Meance
- Amateurs : de Carl Carniato
- Un jour ou l'autre : de Luc Sonzogni
- Les papiers : de Radostina Nikolova (Prix originalité)
- Le parloir : de Marie Vernalde (Prix émotion)
- Pour de rire : d'Olivier Bocquet (Distinction)

Films sélectionnés pour 2008
- Charognard & Cie : de Frans Boyer
- Alter ego : de Cédric Prévost
- Saving Mom and Dad : de Kartik Singh
- 144 : de Cédric Petitcollin
- Les étoiles du Grand Nord : de Charlotte Krebs
- 2 Much Speed : de Luccio DIROSA
- Tony Zoreil : de Valentin Poitier
- Absence : de Kévin Lecomte
- Coupé court : de Pascal Chind
- Mr Rouge : de Bastien Cousaert
- Reste en vie : de Julien Delmas
- Barbara Broadcast : de Jean-Julien Colette et Olivier Tollet

Films sélectionnés pour 2009
- La mécanique quotidienne : de Christophe Maroye
- The Ferryman : de Pierre Zandrowicz
- L'âge adulte : de Pierre Daignière (Prix émotion)
- Artémis "V" aux limites de l'étrange : de Virgile Dalier
- C'est l'usage : d'Emmanuel Blanc (Prix de la ville)
- Impair passe et gagne : de Jérôme Dussuchal
- La cérémonie : de Fabien Piccinin (Prix du public)
- Aurores boréales : de Thibault Arbre
- The Evolution of Mr Butterfly : de Lucas Mikaberide
- Wesh : de Vivien Loiseau (Prix originalité)
- Bad Trip : d'Idrissa Guiro (Prix jury)
- Tocqueville : d'Élodie Francheteau
- Le cri du sablier : de Renaud Coulon
- Papier cailloux verroux : de Laurenzo Massoni (Prix créativité)
- Nebraska : de Valéry Schatz
- Complices : de Cathy Guillemin
- L'oiseau : de Samuel Yal

Films sélectionnés pour 2010
- 50 cents : de Mathieu Pujol (Prix du public)
- Personne ne viendra vous aider : de Fabrice Ousson
- Hymen : de Cédric Prévost (Prix émotion)
- Soir de match : de Pascal Marc
- Ainsi soit-il : d'Isabelle Agid
- 7:57 AM PM : de Simon Lelouch (Prix de la ville)
- Planter des rêves : de Pierre-Antoine Carpentier
- Faut qu'on parle : de Lewis Eizykman (Prix créativité)
- Tango : de Laurie-Anne Macé
- Cabin of the Dead : de Vincent Templement
- Femâle : de Guillaume Clayssen (Prix originalité)
- La femme de dos : de Karen Alyx
- French Courvoisier : de Valérie Mrejen
- Le bonheur des autres : de Jean-Pierre Lefèvre

Films sélectionnés pour 2011
- Juste one day : de Christophe Queval (Prix créativité)
- Grenouille d’hiver : de Slony Sow (Prix émotion)
- Ouaga Mélody : d’Uriel Jaouen Zrehen (Prix originalité)
- La France qui se lève tôt : d’Hugo Chesnard (Prix du public)
- Conjugaisons : d’Armel Gourvennec
- 5000 pieds sous terre : de Didier Philippe
- Fragments : de Simon Bonneau
- Into another world : de Nicolas Fuchs
- La métaphysique transcendantale… : d’Anne Sophie Franck
- Fire Résistive : de Clément Dumas
- Contrôle sécu : de Charles Ritter
- Lucid Dream : de Julia Bui Ngoc
- Le blanc c’est le meilleur : de Greg Ruggeri
- Avant la promenade : de Jean Marc Besenval